# Buran program
A Buran program Oroszország űrrepülőgép-programja volt, amelyben az amerikai Space Shuttle alapján akartak saját űrsiklót készíteni. A Buran az amerikai űrsiklónál fejlettebb repüléstechnikával rendelkezett, így például képes volt önállóan, emberi beavatkozás nélkül leszállni.
A programot pénzügyi okokból törölték.
A Buran 2002-ben a Bajkonuri űrrepülőtér egyik hangárjában semmisült meg, a hangár tetőszerkezete ráomlott.

## Űrrepülőgépek
1. Buran – Jelentése: Hóvihar.
2. Ptyicska – Nem készült el.